# Тарвас, Карл
Карл Тарвас (эст. Karl Tarvas, до 1940-х лет Карл Труманн — Karl Treumann; 19 апреля 1885, Ревель, Эстляндская губерния, Российская империя — 26 декабря 1975, Таллин, Эстонская ССР) — эстонский архитектор.

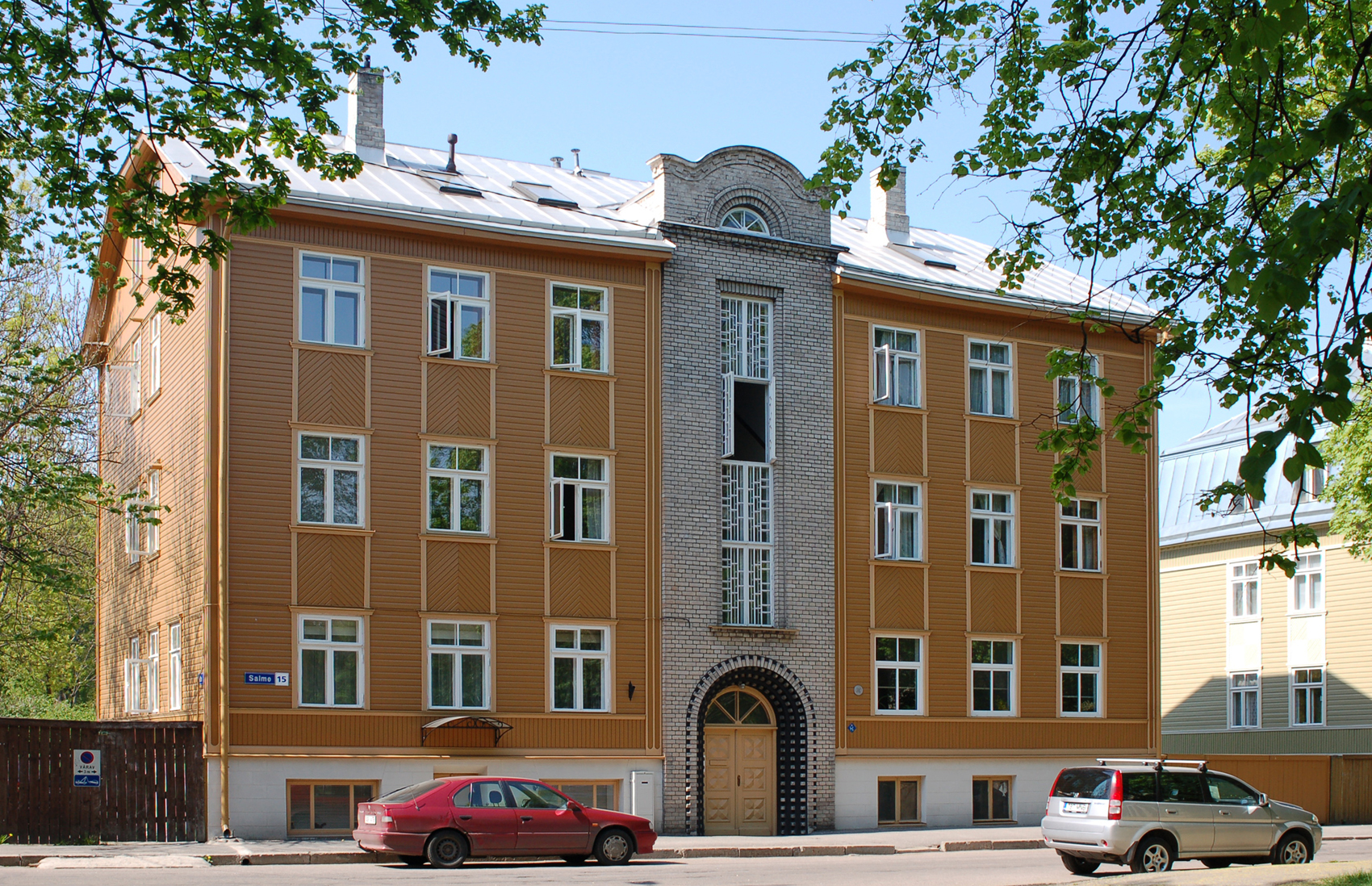
Таллин, улица Салме 15

В 1915 году окончил Рижский политехнический институт.
Во время Второй мировой войны принимал участие в строительстве морской защиты. В 1919—1923 годах работал в морском страховании, менеджер государственного строительства, архитектор в 1923—1926 годах в Таллине, затем до 1940 года работал в качестве фрилансера на частные архитектурные компании.
Его сыновья также стали архитекторами.
Среди прочего, построил церковь, ныне включённую в Государственный регистр памятников культуры Эстонии, и ряд зданий в том же статусе.